# Panchagarh (zila)
Panchagarh (en bengalí: পঞ্চগড়) es un zila o distrito de Bangladés que forma parte de la división de Rangpur.
Comprende 5 upazilas en una superficie territorial de 1.390 km² : Atwari, Boda, Debiganj, Panchagarh y Tetulia.
La capital es la ciudad de Panchagarh.

## Upazilas con población en marzo de 2011[2]
- Atwari 133,650
- Boda 232,124
- Debiganj 224,709
- Panchagarh Sadar 271,707
- Tetulia 125,454

## Demografía
Según estimación 2010 contaba con una población total de 992.868 habitantes.